# Primula interjacens
Primula interjacens là một loài thực vật có hoa trong họ Anh thảo. Loài này được F.H. Chen miêu tả khoa học đầu tiên năm 1951.